# The Big One for One Drop
Das Big One for One Drop ist ein Pokerturnier, das bisher fünfmal ausgetragen wurde. Mit einem Buy-in von einer Million US-Dollar bzw. Euro war das Pokerturnier jeweils das teuerste des Jahres und bis zum Triton Million for Charity im August 2019 das teuerste Pokerturnier überhaupt.

## Geschichte

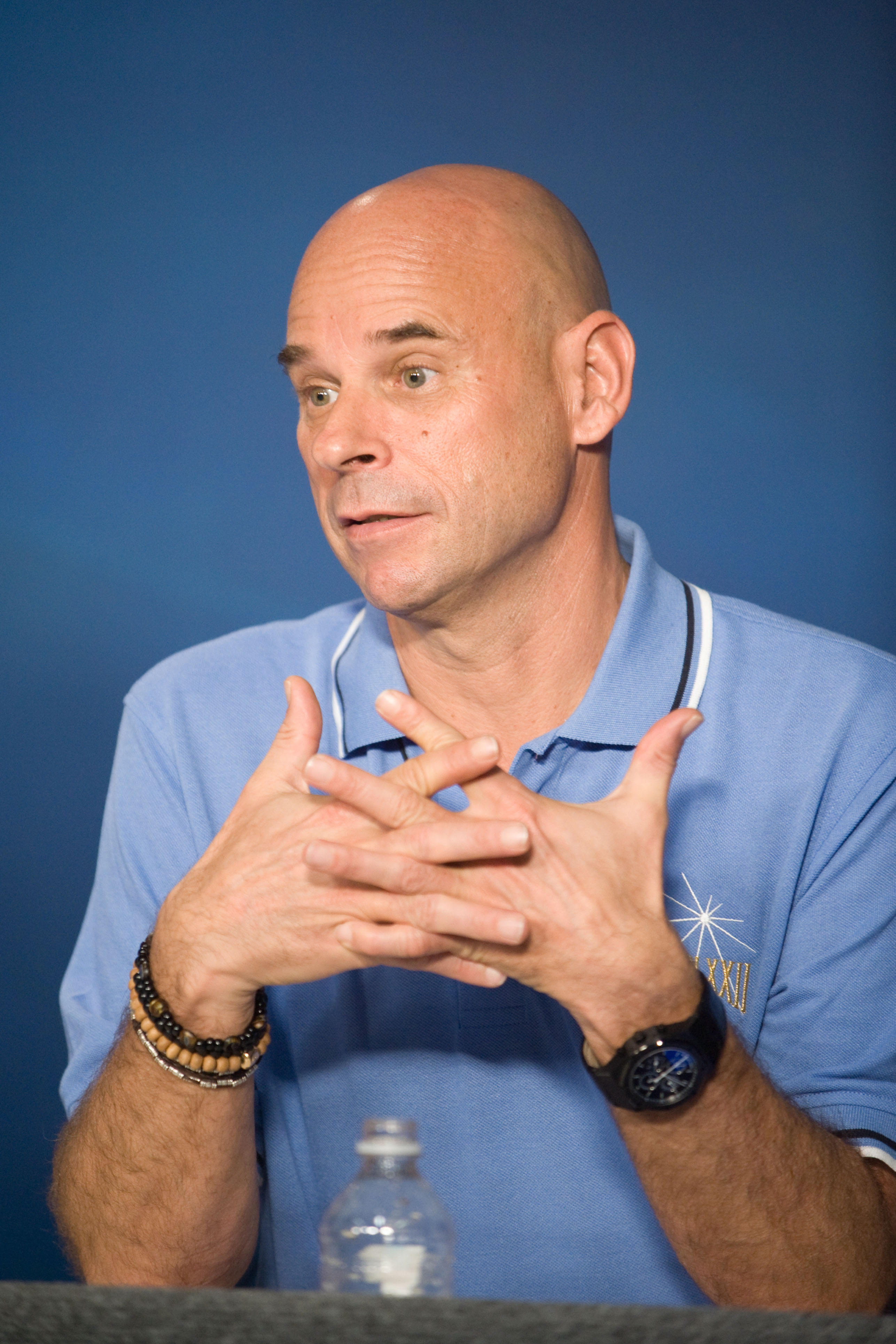
Initiator Guy Laliberté (2009)

Der kanadische Unternehmer Guy Laliberté initiierte das Big One for One Drop, bei dem die Variante No Limit Hold’em gespielt wird. Er gründete die gemeinnützige One Drop Foundation, die sich für bedingungslosen Zugang zu sauberem Trinkwasser in Krisengebieten einsetzt. Von jedem Buy-in in Höhe von einer Million Dollar (bzw. Euro) fließt ein Teil direkt an seine Organisation. Bei den ersten drei Ausgaben lag dieser Anteil jeweils bei 111.111 Dollar (bzw. Euro), im Juli 2018 bei 80.000 Dollar. Insgesamte konnte Laliberté somit bislang mehr als 15 Millionen Dollar für seine Stiftung sammeln. In den Jahren 2013, 2015, 2016 und 2017 wurde bei der World Series of Poker (WSOP) statt des Big One das High Roller for One Drop ausgetragen, das einen Buy-in von 111.111 Dollar verlangt und bei dem 3,5 % des Preispools der Stiftung zugutekommen. Im Oktober 2016 wurde außerhalb der WSOP das Big One for One Drop Extravaganza in Monte-Carlo ausgespielt, das mit einem Buy-in von einer Million Euro bis zum Triton Million for Charity im August 2019 das teuerste Pokerturnier weltweit war. Es war nur für von Laliberté eingeladene Freizeitspieler zugängig. Anfang November 2017 wurde die Austragung des Turniers bei der World Series of Poker 2018 angekündigt. Mitte Dezember 2023 wurde das Event bei der World Poker Tour im Wynn Las Vegas ausgespielt.

## Bisherige Austragungen
| Jahr | Stadt       | Buy-in      | Teilnehmer | Sieger              | Herkunft            | Preisgeld    |
| ---- | ----------- | ----------- | ---------- | ------------------- | ------------------- | ------------ |
| 2012 | Paradise    | 1.000.000 $ | 48         | Antonio Esfandiari  | Vereinigte Staaten  | 18.346.673 $ |
| 2014 | Paradise    | 1.000.000 $ | 42         | Daniel Colman       | Vereinigte Staaten  | 15.306.668 $ |
| 2016 | Monte-Carlo | 1.000.000 € | 26         | Elton Tsang         | China Volksrepublik | 11.111.111 € |
| 2018 | Paradise    | 1.000.000 $ | 27         | Justin Bonomo       | Vereinigte Staaten  | 10.000.000 $ |
| 2023 | Paradise    | 1.000.000 $ | 17         | Mikita Badsjakouski | Belarus             | 07.114.500 $ |

Bisherige Sieger
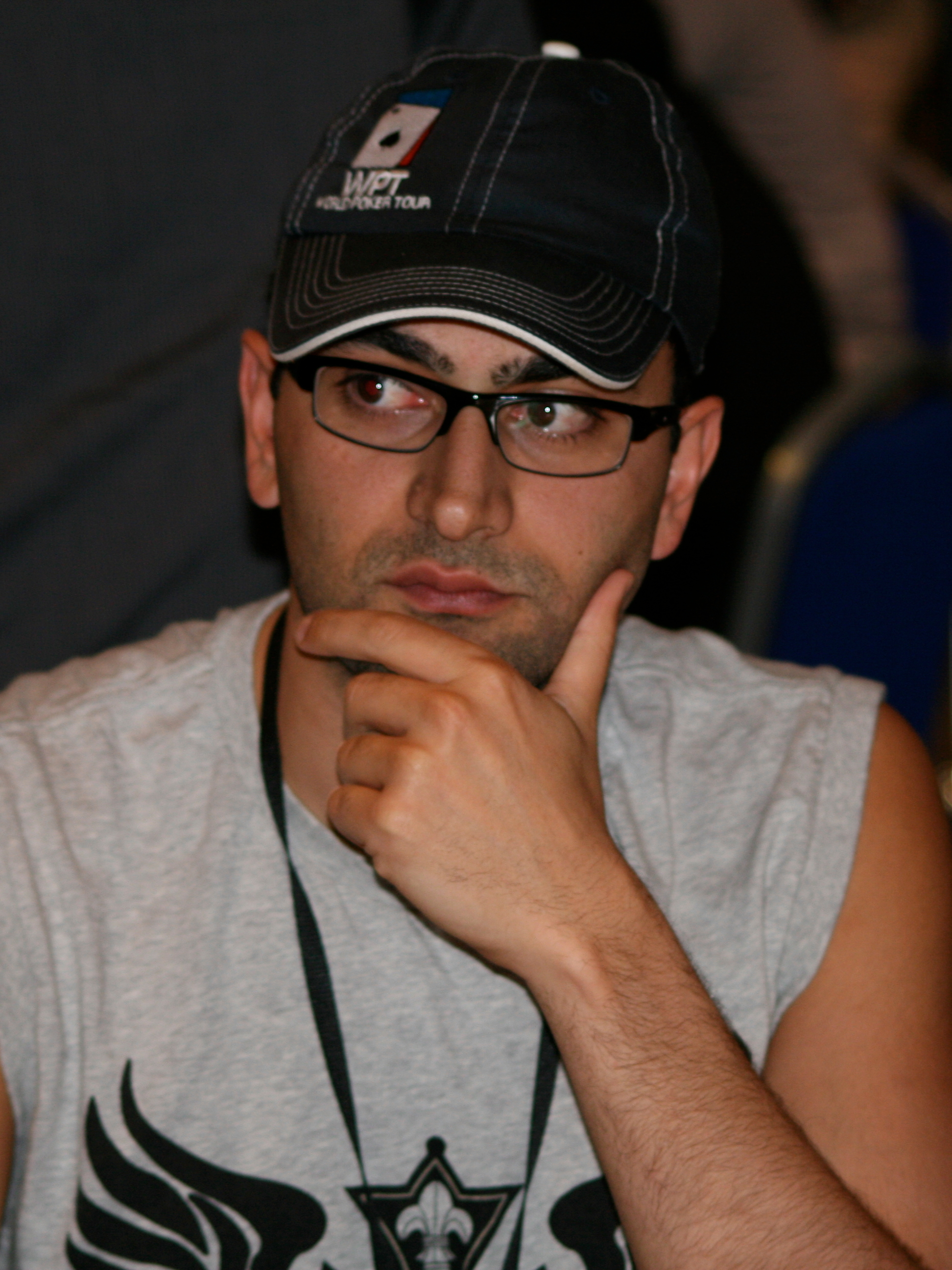
Antonio Esfandiari (2008)
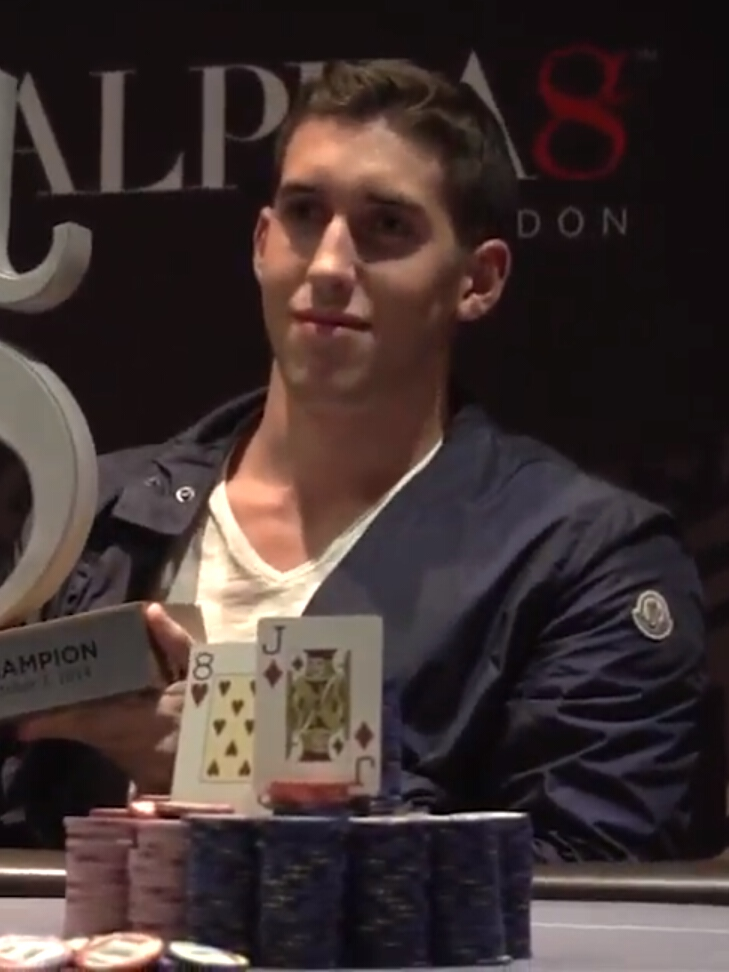
Daniel Colman (2014)
Elton Tsang (2016)
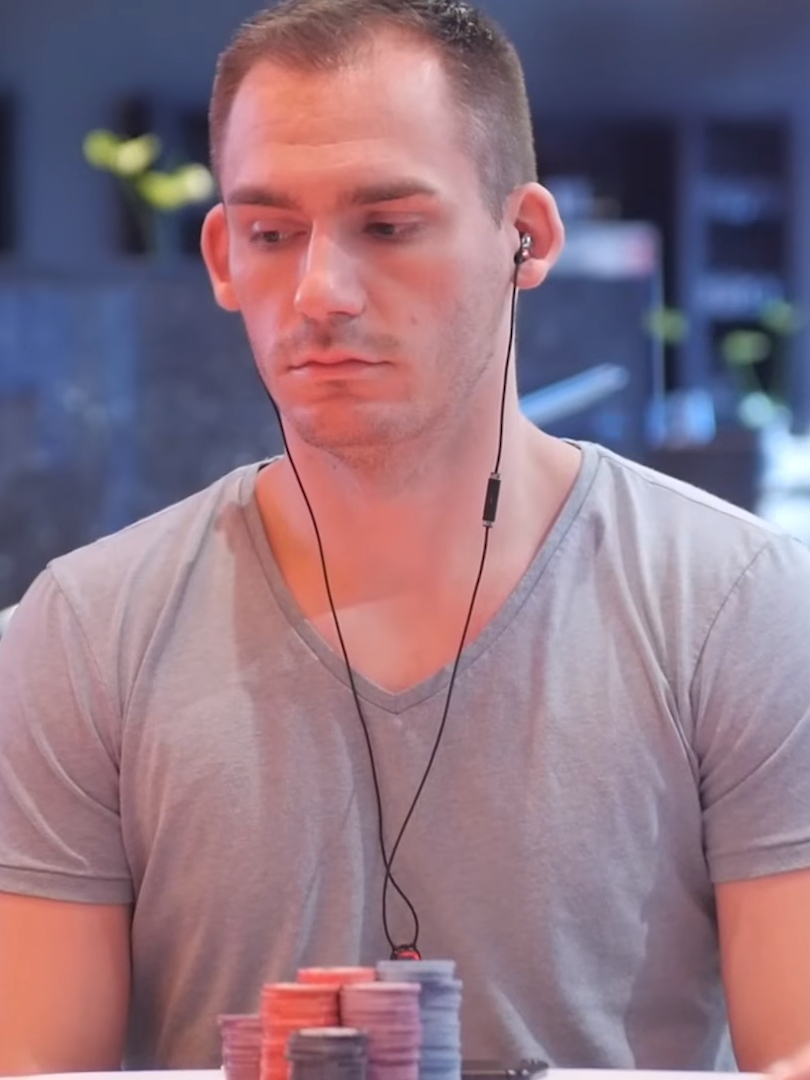
Justin Bonomo (2018)
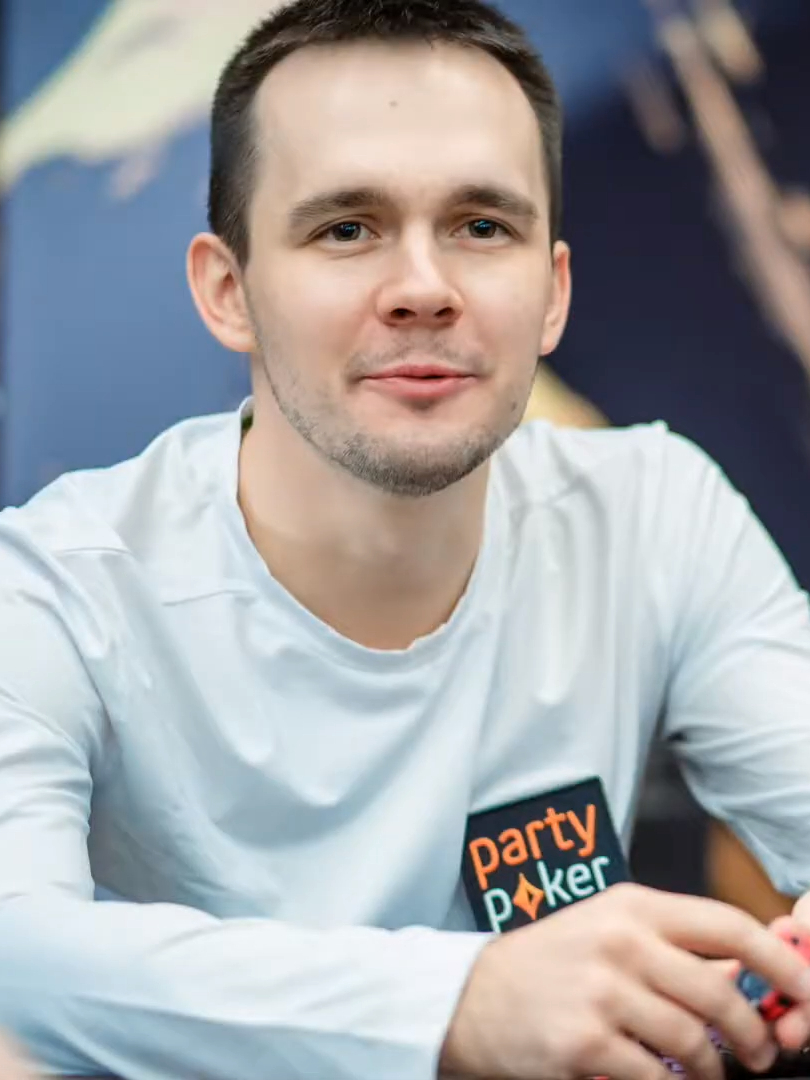
Mikita Badsjakouski (2023)